# Крэйн, Луис
Луис Крэйн  (англ. Louis Craine; 6 января 1957, Лос-Анджелес, Калифорния — 3 ноября 1989,Сан-Рафел , штат Калифорния) — американский серийный убийца, совершивший серию из как минимум 4 убийств, сопряженных с изнасилованиями, на территории района Лос-Анджелеса под названием «Южный Лос-Анджелес» в период с 1985 по 1987 годы. В 1989 году был осужден и получил в качестве наказания смертную казнь. Так как на протяжении 1980-х и 1990-х годов в Южном Лос-Анджелесе было убито более 100 женщин и действовали сразу 6 серийных убийц, Крэйн подозревался следствием в совершении еще нескольких убийств. В то же время его виновность вызывала споры и ставилась под сомнение, так как у него были диагностированы признаки умственной отсталости.

## Биография
Луис Крэйн родился 6 января 1957 года в городе Лос-Анджелес. Был 3 ребенком в семье из 4 детей. Уже в школьные годы у Крэйна были выявлены признаки умственной отсталости. Он бросил школу после окончания 4-го класса и вступил в социальный конфликт с остальными членами семьи, благодаря чему в начале 1970-х покинул родительский дом и начал вести бродяжнический образ жизни. Не имея квалифицированной специальности, Крэйн в течение последующих лет вынужден был заниматься низкоквалифицированным трудом и сменил несколько профессий в строительной сфере. На момент ареста, в 1987 году Крэйн был безработным.

## Разоблачение
Луис Крэйн был арестован 29 мая 1987 года по обвинению в убийстве 29-летней чернокожей проститутки Кэролин Барни. Девушка была задушена. Перед смертью она подверглась  изнасилованию и содомии. Ее труп был найден в пустующем доме, недалеко от дома, где проживали родители и брат Крэйна. После обнаружения тела полицейские заметили Луиса, который из-за оцепления наблюдал за их действиями и проявлял неадекватное поведение. Он был задержан, отвезен в полицейский участок и подвергнут многочасовому допросу, в ходе которого признался в совершении убийства Барни и в совершении убийств еще двух девушек, 24-летней Лоретты Перри, убитой 25 января 1987 года, и Вивиан Коллинс, которая была убита 18 марта 1987 года. Обе девушки так же, как и Кэролин Барни, были задушены и подвергнуты перед смертью изнасилованию.
На допросе Крэйн заявил, что убийство Вивиан Коллинз совершил его старший брат Роджер, совместно с которым Луис заплатил девушке за предоставление услуг интимного характера. Согласно версии Луиса, его брат задушил девушку прямо во время полового акта, однако родственники, в том числе мать братьев, предоставила Роджеру алиби на день совершения убийства, благодаря чему тому не было предъявлено никаких обвинений. Впоследствии Луису Крэйну были предъявлены обвинения в убийстве еще двух девушек, 24-ней Гейл Фиклин и 30-ней Шейлы Бартон, которые были убиты 15 августа 1985 года и 18 ноября 1984 года соответственно. Тела девушек также были найдены недалеко от мест обнаружения других тел и недалеко от дома, где проживали родители Крэйна.

## Суд
Суд над Луисом начался в начале 1989 года. Основными вещественными доказательствами послужили рубашка с пятнами крови, группа которой совпадала с группой крови одной из жертв, а также показания родственников Луиса, в том числе его матери, заявивших суду, что Луис неоднократно проявлял агрессивное поведение по отношению к проституткам, и был замечен в окровавленной рубашке после совершения одного из убийств. Также весомой уликой, изобличающей Луиса Крэйна в совершении убийств, стало его признание в совершении убийства Лоретты Перри. Первоначально считалось, что основной причиной смерти девушки явилась передозировка наркотиков, но после показаний Луиса ее тело было эксгумировано и подвергнуто тщательному патологоанатомическому исследованию, результаты которого подтвердили достоверность слов Крэйна. Сам Луис в ходе судебного процесса настаивал на своей невиновности. Он отказался от своих первоначальных показаний, заявив, что дал их, находясь под давлением, и заявил, что окровавленная рубашка, в которой по версии следствия и своих родственников он совершил убийство, в действительности ему никогда не принадлежала.
Он обвинил родственников в лжесвидетельстве, указав в качестве мотива их поступка личную неприязнь из-за долголетнего социального конфликта. Адвокаты подсудимого настаивали на том, что у Крэйна на основании различных тестов были выявлены признаки умственной отсталости с порогом коэффициента интеллекта в 69 баллов, склонность к преувеличению, высокую внушаемость. Вследствие этого они ходатайствовали на проведении судебно-психиатрической экспертизы, однако их ходатайство было отклонено. 16 мая 1989 года вердиктом жюри присяжных заседателей он был признан виновным в убийстве 4 женщин и оправдан по обвинению в убийстве 30-ней Шейлы Бартон, на основании чего 6 июня того же года суд приговорил к его смертной казни

## Смерть
После осуждения Крэйн был этапирован для исполнения приговора в тюрьму Сан-Квентин, но из-за проблем со здоровьем он вскоре был переведен в тюремный госпиталь недалеко от города Сан-Рафел, где умер 3 ноября 1989 года от осложнений СПИДа.